# Bodianus thoracotaeniatus
Bodianus thoracotaeniatus е вид бодлоперка от семейство Labridae.

## Разпространение и местообитание
Видът е разпространен в Япония.
Среща се на дълбочина от 320 до 395 m.

## Описание
На дължина достигат до 14,8 cm.